# Казаков Леонід Давидович
Леонід Давидович Казаков (нар. 25 березня 1951, селище Дубрава, тепер Климовського району Брянської області, Російська Федерація) — радянський державний діяч, будівельник, новатор виробництва, бригадир комплексної бригади будівельно-монтажного поїзда № 266 тресту «Ленабамбуд» Іркутської області, секретар ВЦРПС. Член Центральної Ревізійної Комісії КПРС у 1976—1981 роках. Член ЦК КПРС у 1981—1990 роках. Герой Соціалістичної Праці (5.02.1981).

## Життєпис
Народився в багатодітній селянській родині. У 1968 році закінчив Чуровицьку середню школу Климовського району Брянської області.
У 1968—1969 роках — вантажник, робітник будівельно-монтажного поїзда управління «Ангарбуд» Іркутської області.
У 1969—1971 роках — у Радянській армії. Служив в зенітно-ракетних військах на Далекому Сході.
У 1971—1974 роках — монтажник-бетоняр, технік-геодезист, секретар комітету ВЛКСМ будівельно-монтажного поїзда управління «Ангарбуд» на будівництві залізниці Хребтова — Усть-Ілімськ Іркутської області.
Член КПРС з 1974 року.
У 1974—1980 роках — бригадир монтажників-бетонників будівельно-монтажного поїзда управління «Ангарбуд» на будівництві Байкало-Амурської магістралі (БАМ).
У 1980—1985 роках — бригадир комплексної бригади будівельно-монтажного поїзда № 266 тресту «Ленабамбуд» Усть-Кутського району Іркутської області.
Указом Президії Верховної Ради СРСР від 5 лютого 1981 року за видатні успіхи і проявлений трудовий героїзм при будівництві Байкало-Амурської залізничної магістралі Казакову Леоніду Давидовичу присвоєно звання Героя Соціалістичної Праці з врученням ордена Леніна і золотої медалі «Серп і Молот».
У 1984 році заочно закінчив Іркутський інститут інженерів залізничного транспорту, а потім Вищу школу Всесоюзної центральної ради професійних спілок (ВЦРПС).
18 грудня 1985 — листопад 1990 року — секретар Всесоюзної центральної ради професійних спілок (ВЦРПС).
З 1990-х років працював на найбільших важливих будівництвах Далекого Сходу (будував аеропорт), в Якутії, в Находці (будував нафтопорт), в Бішкеку (Киргизстан) (будував аеропорт), у Сочі (будував олімпійські об'єкти).
У 2008 році — керівник проєкту Управління залізничного і промислово-цивільного будівництва «Залізцивільбуд» ТОВ «Корпораціі Інжтрансбуд».
З 2012 року — персональний пенсіонер у Москві.

## Нагороди і звання
- Герой Соціалістичної Праці (5.02.1981)
- орден Леніна (5.02.1981)
- орден «Знак Пошани» (7.02.1974)
- медаль «За будівництво Байкало-Амурської магістралі» (1977)
- медалі
- Премія Ленінського комсомолу (1976)
- Почесний транспортний будівельник (1981)
- Почесний залізничник